# Arrábida / Espichel
Arrábida / Espichel este o arie protejată (sit de importanță comunitară — SCI) din Portugalia întinsă pe o suprafață de 20.432,95 ha, integral pe uscat.

## Localizare
Centrul sitului Arrábida / Espichel este situat la coordonatele 38°30′00″N 8°58′34″W / 38.4999°N 8.976°V.

## Înființare
Situl Arrábida / Espichel a fost declarat sit de importanță comunitară în iunie 1997 pentru a proteja 17 specii de plante și 52 de specii de animale.

## Biodiversitate
Situată în ecoregiunile marină Atlantică și mediteraneană, aria protejată conține 38 de habitate naturale: Bancuri de nisip acoperite în permanență slab de apă marină, Terase mlăștinoase și terase nisipoase neacoperite de apă la reflux, Recifuri, Vegetație anuală la limita mareei, Faleze cu vegetație de Limonium spp. endemic de pe coastele mediteraneene, Pășuni mediteraneene udate de apa mării (Juncetalia maritimi), Tufărișuri halo-nitrofile (Pegano-Salsoletea), Dune mobile cu vegetație embrionară, Dune mobile de-a lungul țărmului cu Ammophila arenaria („dune albe”), Dune de coastă fixe cu vegetație erbacee („dune gri”), Dune fixe decalcificate atlantice (Calluno-Ulicetea), Dune de coastă cu Juniperus spp., Dune cu tufărișuri sclerofile Cisto-Lavenduletalia, Dune împădurite cu Pinus pinea și/sau Pinus pinaster, Râuri mediteraneene cu debit permanent cu specii de Paspalo-Agrostidion și galerii riverane de Salix și de Populus alba, Râuri mediteraneene cu debit intermitent, cu specii de Paspalo-Agrostidion, Pajiști uscate europene, Matorral arborescenți cu Juniperus spp., Matorral arborescenți cu Laurus nobilis, Formațiuni scunde de Euphorbia în apropierea falezelor, Tufărișuri termo-mediteraneene și de pre-deșert, Pajiști carstice calcaroase sau bazofile, de Alysso-Sedion albi, Pajiști uscate seminaturale și facies de acoperire cu tufișuri pe substraturi calcaroase (Festuco-Brometalia) (* situri importante pentru orhidee), Pseudostepă cu ierburi și specii anuale de Thero-Brachypodietea, Dehesas cu Quercus spp. perene, Pajiști umede mediteraneene cu ierburi înalte de Molinio-Holoschoenion, Grohotișuri termofile și vest-mediteraneene, Pante stâncoase calcaroase cu vegetație casmofită, Pante stâncoase silicioase cu vegetație casmofită, Lespezi calcaroase, Peșteri inaccesibile publicului, Peșteri marine scufundate complet sau parțial, Păduri termofile cu Fraxinus angustifolia, Păduri aluvionare cu Alnus glutinosa și Fraxinus excelsior (Alno-Padion, Alnion incanae, Salicion albae), Păduri iberice de Quercus faginea și Quercus canariensis, Păduri de Olea și Ceratonia, Păduri de Quercus suber, Păduri de Quercus ilex și Quercus rotundifolia.
La baza desemnării sitului se află mai multe specii protejate:
- plante (17): Arabis sadina, Armeria rouyana, Convolvulus fernandesii, Crepis pusilla, Euphorbia transtagana, Herniaria maritima, Hyacinthoides mauritanica subsp. vincentina, Iberis procumbens subsp. microcarpa, Jonopsidium acaule, Juncus valvatus, Limonium lanceolatum, Narcissus calcicola, Petalophyllum ralfsii, Pseudarrhenatherum pallens, Silene longicilia, Thymus camphoratus, Thymus carnosus
- păsări (39): ciocârlie-de-câmp (Alauda arvensis), alca (Alca torda), pescăruș albastru (Alcedo atthis), fâsă de luncă (Anthus pratensis), lăstunul mare (Apus apus), Apus pallidus, buha (Bubo bubo), ciocârlie-cu-degete-scurte (Calandrella brachydactyla), Calidris alba, caprimulg (Caprimulgus europaeus), scatiu (Carduelis spinus), Charadrius morinellus, erete vânăt (Circus cyaneus), presură de grădină (Emberiza hortulana), șoim călător (Falco peregrinus), muscar negru (Ficedula hypoleuca), Galerida theklae, Hieraaetus fasciatus, acvilă pitică (Hieraaetus pennatus), Hippolais polyglotta, rândunică (Hirundo rustica), pescăruș râzător (Larus ridibundus), ciocârlie de pădure (Lullula arborea), privighetoare (Luscinia megarhynchos), sula bassana (Morus bassanus), pietrar mediteranean (Oenanthe hispanica), pietrar sur (Oenanthe oenanthe), pitulice-fluierătoare (Phylloscopus trochilus), ploier auriu (Pluvialis apricaria), Ptyonoprogne rupestris, chiră de mare (Sterna sandvicensis), turturică (Streptopelia turtur), silvie de zăvoi (Sylvia borin), silvie de câmp (Sylvia communis), silvie de tufiș (Sylvia undata), Tachymarptis melba, sturzul viilor (Turdus iliacus), sturz-cântător (Turdus philomelos), nagâț (Vanellus vanellus)
- amfibieni (1): Discoglossus galganoi
- mamifere (9): liliac cârn (Barbastella barbastellus), vidră de râu (Lutra lutra), liliac cu aripi lungi (Miniopterus schreibersii), liliac comun (Myotis myotis), marsuin (Phocoena phocoena), liliacul mare cu potcoavă (Rhinolophus ferrumequinum), liliacul mic cu potcoavă (Rhinolophus hipposideros), liliacul cu potcoavă a lui méhely (Rhinolophus mehelyi), delfin mare (Tursiops truncatus)
- nevertebrate (2): fluturele-tigru (Callimorpha quadripunctaria), fluturele auriu (Euphydryas aurinia)
- reptile (1): Mauremys leprosa

Pe lângă speciile protejate, pe teritoriul sitului au mai fost identificate 56 de specii de plante, 5 specii de amfibieni, 10 specii de mamifere, 1 specie de nevertebrate, 7 specii de reptile.